# Тот, кто раньше с нею был
В тот вечер — я не пил,

Не пел:

Я на неё вовсю глядел —

Как смотрят дети, как смотрят дети…

Но тот, кто раньше с нею был,

Сказал мне, чтоб я уходил.

Сказал мне, чтоб я уходил; — что мне не светит.

И «тот, кто раньше с нею был»… —

Он мне грубил,

Он мне грозил!

(А я всё помню — я был не пьяный!)

Когда ж я уходить решил,

Она сказала: — Не спеши.

Она сказала: «Не спеши — ведь слишком рано!»
«Тот, кто раньше с нею был» (варианты названия: «Почти из биографии», «Их было восемь», «„Вестсайдская история“ на современный лад»
) — песня Владимира Высоцкого. Написана в начале 1962 года. Энциклопедия «Эстрада России в XX веке» называет это произведение среди наиболее значимых песен поэта.

## Сюжет
На героя песни обратила внимание девушка, что не понравилось «тому, кто раньше с нею был». Позднее этот соперник с группой друзей («их было восемь») подкараулил героя, когда тот шёл с приятелем. Но герой не собирался сдаваться: достал нож и ударил первым. Пришёл в себя уже в тюремном лазарете. Позднее узнал, что девушка его не дождалась, но он её прощает, а «тому, кто раньше с нею был» — обещает отомстить.

## Анализ и критика
Как и большинство ранних песен Высоцкого, это произведение представляет собой стилизацию под блатной городской романс (не лишённую, впрочем, некоторой иронии). Одни из многочисленных исследователей творчества Высоцкого, А. В. Скобелев и С. М. Шаулов, отмечают её как особенно точное «попадание» в жанр, вершину стилизаторского мастерства автора. Этому способствуют как содержание песни (сюжет, образы, система ценностей её лирического героя), так и форма (ритм, зарифмованные по схеме ааБвввБ строки, повтор фразы в третьей строке и совпадение 5-й и 6-й строк). Они отмечают, что многие современники поэта считали эту песню произведением городского фольклора в исполнении Высоцкого. Однако, при всей близости к «блатному» первоисточнику, песня Высоцкого лишена характерной для блатной песни наивности, примитивности и поверхностности: песню поэта отличает глубокий психологизм, она приобретает общечеловеческое звучание.
Соотношение «двое против восьми», возможно, возникло под влиянием Исаака Бабеля (рассказ «Конкин»), творчеством которого Высоцкий в своё время очень увлекался. Это же соотношение неоднократно встречается и в романах Александра Дюма («Три мушкетёра», «Двадцать лет спустя», «Две Дианы»).
Позднее оно также появляется в «военной» песне Высоцкого, написанной 24 февраля 1968 года — «О воздушном бое» («Их восемь — нас двое…»).
Кандидат юридических наук Лев Клебанов в своей книге использует текст песни для иллюстрации ч. 1 ст. 37 УК РФ «Необходимая оборона», а лингвисты З. Д. Попова и И. А. Стернин — особенностей лексических лакун в русском языке.
Отсылка к песне «про того, кто раньше с нею был» присутствует в тексте другой известной песни поэта — «Она была в Париже».

## Наиболее известные записи
Студийные записи песни были сделаны в домашних студиях:
- радиоинженера Константина Мустафиди (1972). Запись была издана в феврале — марте 1989 года на пластинке «Большой Каретный» (7-я пластинка комплекта «На концертах Владимира Высоцкого»)[9][10];
- Михаила Шемякина в Париже (1975). Издана в декабре 1987 года в США на первой пластинке комплекта «Владимир Высоцкий в записях Михаила Шемякина» под названием «The Guy She Used to Go With»[10].
- Известная студийная запись песни была сделана в Париже в 1977 году в аранжировке Константина Казанского и вышла в том же году в альбоме В. Высоцкого «Натянутый канат» под названием «Celui qui était avec elle avant moi»[10][11].

## Первые публикации
- На русском языке текст песни (с первой строкой «В тот вечер я не пил, не ел…») был впервые напечатан при жизни поэта в сборнике «Песни русских бардов» парижского издательства «YMCA-Press» (1978)[12][13]. Предположительно, эта публикация состоялась без ведома и согласия автора.
- Также текст песни, в числе 20-ти других, был включён В. Высоцким в состав неподцензурного альманаха «Метрополь», изданного в конце 1978 года в машинописном виде, а в 1979 году переизданного в Нью-Йорке издательством «Ardis».
- Первая печатная публикация в СССР была в журнале «Театр», 1987, № 5[2].

## Другие исполнения
В 1963 году песня использовалась (без указания авторства) в спектакле Театра на Таганке «Микрорайон» (поставленном Петром Фоменко ещё до прихода Юрия Любимова и «оставшемся в наследство» от старого театра). В спектакле её пел Алексей Эйбоженко.
По прошествии многих десятилетий после написания песня остаётся популярной: её продолжали петь такие исполнители, как Валерий Золотухин, группа «Ночные снайперы» (солистка Диана Арбенина), Александр Маршал.